# Lautzenhausen
Lautzenhausen ist eine Ortsgemeinde im Rhein-Hunsrück-Kreis in Rheinland-Pfalz. Sie gehört der Verbandsgemeinde Kirchberg (Hunsrück) an.

## Geographie
Der Ort und die Gemarkung liegen auf einem Hochplateau inmitten der Mittelgebirgslandschaft des Hunsrück. Auf großen Teilen der Gemarkung befindet sich der Flughafen Frankfurt-Hahn. Die Anbindung an den überörtlichen Verkehr ist über die einen Kilometer vom Ort entfernte Bundesstraße 50 gegeben. Die Hunsrückquerbahn liegt in der Nähe.
Nachbarorte
| der Flughafen Hahn, Hahn und die Mosel | Schwarzen und Würrich                       | Bärenbach und Ober Kostenz |
| Lötzbeuren                             | Kompassrose, die auf Nachbargemeinden zeigt | Kirchberg                  |
| Irmenach                               | Büchenbeuren                                | Sohren                     |

## Geschichte
Beim Bau der Landebahn des Militärflugplatzes wurde 1951 neben der damaligen Trasse der Hunsrückhöhenstraße ein etwa 100 Grabhügel umfassendes etwa drei Kilometer langes frühgeschichtliches Gräberfeld gefunden, das der Hunsrück-Eifel-Kultur zuzurechnen ist. Einige Funde wurden sichergestellt und befinden sich heute im Heimatmuseum in Simmern. Eine systematische Grabung war aus Zeit- und Finanzgründen nicht möglich.
Weitere auf der Gemarkung gefundene Mauer-, Brunnen- und Fundamentreste und zahlreiche Keramikscherben weisen auf eine villa rustica aus der Römerzeit hin, die leider auch nicht wissenschaftlich ergraben wurde. Gut dokumentiert ist der Fund eines wohl zu dieser villa gehörendes reichen Brandgrabes aus der zweiten Hälfte des 1. Jh. nach Christus der auf den Moselhöhen siedelnden Treverer, dessen Hügel 1928 geöffnet wurde (Funde in Simmern).
Der Name des Ortes mit der Endung auf -hausen deutet auf eine  Inbesitznahme des Landes in der Zeit der Fränkischen Landnahme hin. Die erste urkundliche Erwähnung eines Sponheimer Hofes in Lautzenhausen stammt aus dem Jahre 1260. Um das Jahr 1310, nach neueren Erkenntnissen des Landeshauptarchiv Koblenz wohl 1330–1335, wird der Ort unter dem Namen Luzenhusen im Sponheimischen Gefälleregister der Grafschaft Sponheim erwähnt. Das Schachbrettmuster blau/gelb im heutigen Ortswappen stammt von den Sponheimern.
Mit der Besetzung des linken Rheinufers 1794 durch französische Revolutionstruppen wurde der Ort französisch, 1814 wurde er auf dem Wiener Kongress dem Königreich Preußen zugeordnet.
Seit 1946 ist der Ort Teil des neu gegründeten Landes Rheinland-Pfalz.

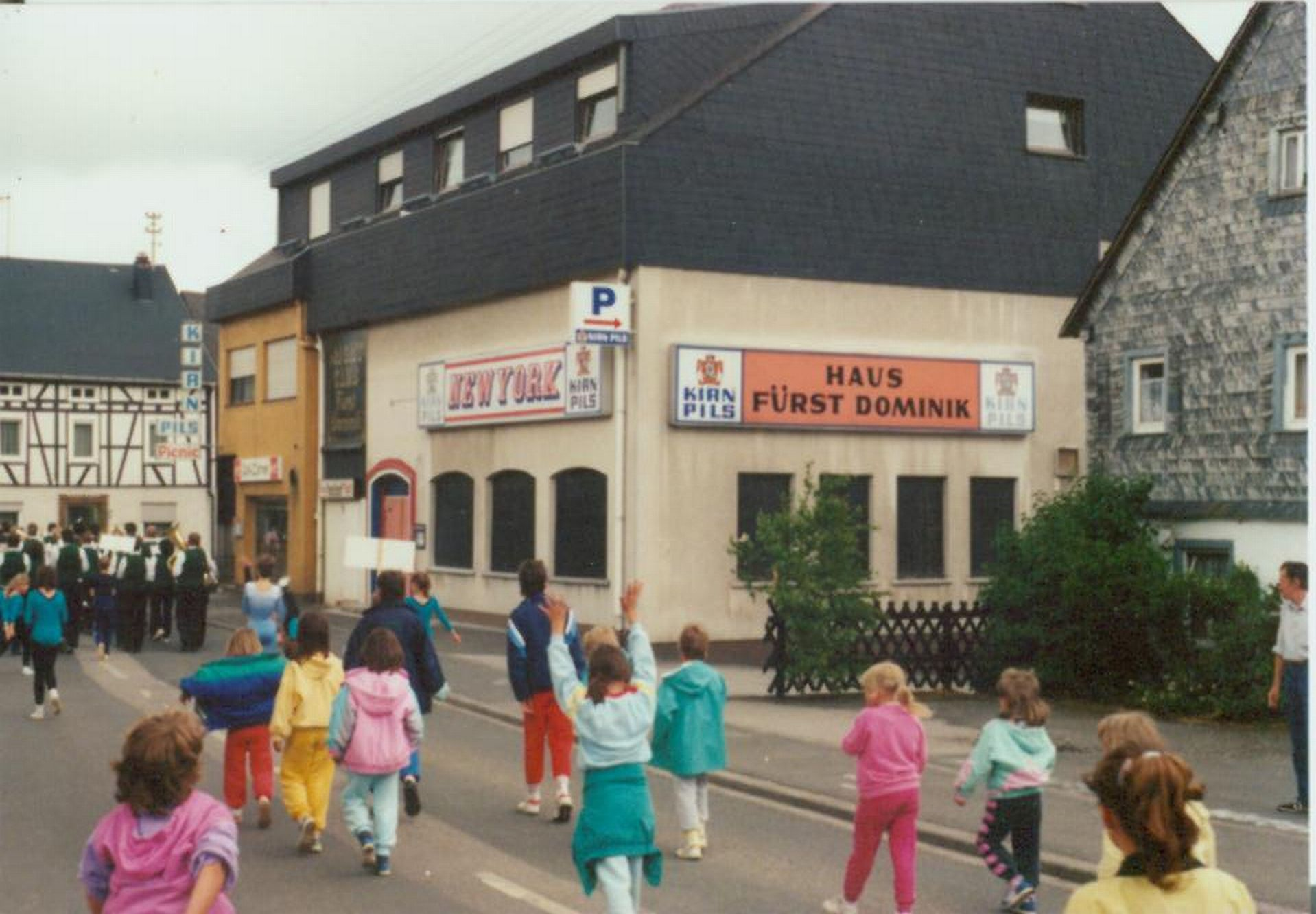
Haus Fürst Dominik, ehemalige Rotlicht-Kneipe

Bis in die 1950er Jahre war das Dorf landwirtschaftlich geprägt. Dies änderte sich mit dem Bau des heute zivil genutzten Flughafen Frankfurt-Hahn. Er wurde 1946 zuerst von der Französischen Besatzungsmacht geplant, in den folgenden Jahren jedoch von der Amerikanischen Besatzungsmacht gebaut. Der Flughafen wurde von den Amerikanern Hahn Air Base genannt, angeblich weil sie Lautzenhausen nicht aussprechen konnten. Eine wahrscheinlichere Erklärung ist, dass ein großer Teil des Flughafens auf der Gemarkung des Ortes Hahn liegt, wie einige Pläne der damaligen Zeit zeigen. Da das Haupttor der Airbase direkt am Ortseingang von Lautzenhausen war, entstand hier eine Schnittstelle zwischen Militär- und Zivilbereich. Für den Ort war es ein Einschnitt für die nächsten Jahrzehnte: Bislang teilweise landwirtschaftlich genutzte Gebäude wurden umgebaut, Neubauten kamen hinzu. In ihnen wurden Hotels, Gaststätten, Bars und Betriebe des Rotlichtmilieus installiert, um den Angehörigen der US-Luftwaffe geeignete Möglichkeiten zur Freizeitgestaltung anbieten zu können.

## Politik

### Bürgermeister
Ortsbürgermeisterin von Lautzenhausen ist Corina Velten.

### Wappen
| Wappen von Lautzenhausen | Blasonierung: „Unter blauem Schildhaupt, darin eine silberne Doppelschwinge, ein von Blau und Gold geschachtes Feld mit überhöhter, eingebogener blauer Spitze, darin ein silberner Brunnen.“ |
| Wappen von Lautzenhausen | Wappenbegründung: Das Schach und die Wappenfarben Blau und Gold weisen auf ehemalige Zugehörigkeit zur vorderen Grafschaft Sponheim hin. Die silberne Doppelschwinge steht für die Lage des ehemaligen US-Fliegerhorstes und heutigen Flugplatzes Hahn auf teilweise Lautzenhauser Gemarkung. Der Flugplatz besitzt eine nicht unerhebliche wirtschaftliche Bedeutung für die Gemeinde. Der dargestellte, nicht mehr existente Dorfbrunnen soll an den alten Gemeindemittelpunkt und damit auch an die dörfliche Gemeinschaft als wichtige Grundlage des Gemeinwesens erinnern. |

## Sonstiges
In Lautzenhausen wurde 1960/61 der Film Schwarzer Kies unter der Regie von Helmut Käutner gedreht. Inhalt: In dem imaginären Ort Sohnen (Lautzenhausen) verkauft ein LKW-Fahrer Kies, der für den Bau der Startbahn auf dem nahe gelegenen Militärflugplatz gedacht war, schwarz an kleinere Firmen. Als die Polizei Ermittlungen aufnimmt passiert ein tödliches Unglück mit anschließender Unfallflucht. Ein zentraler Drehort war vor und in der Gastronomie an der Hauptstraße 25. Der seinerzeitige Name des Lokales „Atlantic“ wurde im Film beibehalten.
Lautzenhausen ist mit einem Anteil von 30,1 % die Gemeinde mit dem geringsten Anteil an Christen in Rheinland-Pfalz.

## Persönlichkeiten
- Jason Detrick (* 1980), US-amerikanisch-österreichischer Basketballspieler
- Luis Jakobi (* 2001), Fußballspieler